# Трговина иза угла
Трговина иза угла (енгл. The Shop Around the Corner) америчка је љубавна драмедија из 1940. године у режији Ернста Лубича. Главне улоге тумаче Маргарет Салаван, Џејмс Стјуарт и Френк Морган. Сценарио потписује Самсон Рафаелсон по мађарском позоришном комаду Illatszertár Миклоша Ласла из 1937. године.
Заузео је 28. место на топ-листи 100 година АФИ-ја... 100 љубавних прича, а нашао се и на топ-листи Тајмових 100 филмова свих времена. Године 1999. изабран је за чување у Националном филмском регистру САД од стране Конгресне библиотеке због „културног, историјског или естетског значаја”.

## Радња
Избегавајући регионалну политику у годинама које су претходиле Другом светском рату, филм говори о двоје запослених у продавници кожне галантерије у Будимпешти који једва подносе једно друго, не схватајући да се заљубљују као анонимни дописници кроз своја писма.

## Улоге
| Глумац           | Улога         |
| ---------------- | ------------- |
| Маргарет Салаван | Клара Новак   |
| Џејмс Стјуарт    | Алфред Кралик |
| Френк Морган     | Хуго Матушчек |
| Џозеф Шилдкраут  | Ференц Вадас  |
| Сара Хејден      | Флора Кацек   |
| Феликс Бресар    | Пирович       |
| Вилијам Трејси   | Пепи Катона   |
| Инез Кортни      | Илона Новотни |
| Чарлс Халтон     | детектив      |
| Чарлс Смит       | Руди          |
| Сара Едвардс     | муштерија     |
| Едвин Максвел    | доктор        |